# Miguel Camargo
Miguel Elías Camargo Cañizalez (ur. 5 września 1993 w Panamie) – panamski piłkarz występujący na pozycji ofensywnego pomocnika w klubie San Francisco FC oraz w reprezentacji Panamy. Wychowanek Chorrillo. Znalazł się w kadrze na Copa América 2016.